# Adam Stejskal
Adam Stejskal (* 28. März 2002 in Brünn) ist ein tschechischer Fußballtorwart.

## Karriere

### Verein
Stejskal begann seine Karriere beim FC Zbrojovka Brünn. Zur Saison 2018/19 wechselte er nach Österreich in die Akademie des FC Red Bull Salzburg. Im Oktober 2018 stand er gegen den SV Lafnitz erstmals im Kader des FC Liefering, dem Farmteam der Salzburger. Sein Debüt für Liefering gab er schließlich im Juli 2020, als er am 29. Spieltag der Saison 2019/20 gegen den FC Juniors OÖ in der Startelf stand. Nach 36 Einsätzen für Liefering rückte der Tscheche zur Saison 2022/23 in den Bundesligakader von Red Bull Salzburg. Dort fungierte er als Ersatztormann hinter Philipp Köhn, zum Einsatz kam er aber nie.
Zur Saison 2023/24 wechselte er dann zum Ligakonkurrenten WSG Tirol.

### Nationalmannschaft
Stejskal spielte 2017 erstmals für die tschechische U-16-Auswahl. 2018 kam er erstmals für die U-17-Mannschaft zum Einsatz. Mit dieser nahm er 2019 an der EM teil, bei der er mit Tschechien im Viertelfinale an Frankreich scheiterte. Stejskal kam während des Turniers zu einem Einsatz. Im Oktober 2021 kam er zu seinem ersten Einsatz im U-20-Team.

## Erfolge
- Österreichischer Meister: 2023